# The D.O.C.
Tracy Lynn Curry (* 10. června 1968 Houston, Texas), známější jako The D.O.C. je americký raper. Dříve spolupracoval se skupinou N.W.A. Krátce po debutu s albem No One Can Do It Better v roce 1989 měl vážnou autonehodu, která měla za následek poškození jeho hlasivek. Spolupracoval také na albech Dr. Dre The Chronic a Snoop Dogga Doggystyle.

## Diskografie
- No One Can Do It Better (1989)
- Helter Skelter (1996)
- Deuce (2003)